# Volley Ball Club Mondovì 2016-2017
Questa voce raccoglie le informazioni riguardanti il Volley Ball Club Mondovì nelle competizioni ufficiali della stagione 2016-2017.

## Stagione
La stagione 2016-17 è per il Volley Ball Club Mondovì la seconda consecutiva in Serie A2; viene confermato l'allenatore Mauro Barisciani, così come alcuni giocatori: Michael Menardo, Davide Manassero, Michele Parusso, Enrico Perla e Emiliano Cortellazzi. Tra i nuovi acquisti quelli di Matteo Paoletti, Massimiliano Prandi, Edoardo Picco e Claudio Cattaneo mentre tra le cessioni quelle di Francesco De Luca, Nathan Roberts, Sebastiano Thei e Andrea Longo.
Il campionato inizia con la vittoria sul Marconi Volley Spoleto mentre la prima sconfitta arriva alla seconda giornata contro l'Atlantide Pallavolo Brescia: dopo quattro successi di fila la squadra di Mondovì perde contro il Volley Tricolore Reggio Emilia per poi chiudere il girone di andata con due successi e il primo posto in classifica, conquistando anche l'accesso alla Coppa Italia di categoria. Il girone di ritorno comincia con una vittoria seguita da tre gare perse consecutivamente: nel resto della regular season i piemontesi ottengono risultati altalenanti che li portano al terzo posto in classifica nel proprio girone. Si qualificano quindi alla pool promozione: nel girone di andata il Volley Ball Club Mondovì vince le prime due gare e perde le successive tre mentre in quello di ritorno vince la prima e l'ultima mentre viene sconfitta nelle tre partite centrali. Il settimo posto in classifica fa accedere la squadra ai play-off promozione: tuttavia nei quarti di finale viene sconfitto in due gare dall'Emma Villas Volley, uscendo dalla competizione.
Grazie al primo posto nel proprio girone al termine del girone di andata della regular season della Serie A2 2016-17, il Volley Ball Club Mondovì partecipa alla Coppa Italia di Serie A2: nei quarti di finale supera per 3-1 il Volleyball Aversa mentre nelle semifinali viene sconfitta per 3-1 dall'Emma Villas Volley, venendo eliminata.

## Organigramma societario
Area direttiva
- Presidente: Giancarlo Augustoni
- Vicepresidente: Ivo Peyra

Area organizzativa
- Team manager: Mauro Bongiovanni
- Direttore sportivo: Mario Sasso
- Relazioni esterne: Andrea Fia

Area tecnica
- Allenatore: Mauro Barisciani
- Allenatore in seconda: Francesco Revelli
- Assistente allenatore: Lorenzo Gallesio
- Scout man: Emanuele Aime
- Responsabile settore giovanile: Brunello Prette

Area comunicazione
- Addetto stampa: Cesare Mandrile

Area sanitaria
- Preparatore atletico: Lorenzo Arioli

## Rosa
| N° | Nome                 | Ruolo | Data di nascita  | Nazionalità sportiva |
| -- | -------------------- | ----- | ---------------- | -------------------- |
| 1  | Michael Menardo      | S     | 23 giugno 1990   | Italia               |
| 3  | Claudio Cattaneo     | S     | 13 novembre 1997 | Italia               |
| 5  | Matteo Bolla         | S     | 5 marzo 1990     | Italia               |
| 7  | Michele Parusso      | C     | 24 aprile 1987   | Italia               |
| 9  | Davide Manassero     | S     | 20 ottobre 1979  | Italia               |
| 10 | Massimiliano Prandi  | L     | 21 luglio 1989   | Italia               |
| 11 | Edoardo Picco        | C     | 28 marzo 1994    | Italia               |
| 12 | Fabrizio Turco       | P     | 16 marzo 1998    | Italia               |
| 13 | Emiliano Cortellazzi | P     | 14 aprile 1985   | Italia               |
| 14 | Matteo Paoletti      | S/O   | 27 maggio 1982   | Italia               |
| 15 | Nicolas Miola        | S/O   | 7 dicembre 1993  | Italia               |
| 16 | Enrico Perla         | C     | 8 giugno 1982    | Italia               |
| 18 | Marco Garelli        | S     | 20 ottobre 1998  | Italia               |

## Mercato
| Acquisti | Acquisti            | Acquisti           | Acquisti   |
| R.       | Nome                | da                 | Modalità   |
| -------- | ------------------- | ------------------ | ---------- |
| S        | Matteo Bolla        | Alessano           | definitivo |
| S        | Claudio Cattaneo    | Volley Team Finale | definitivo |
| S/O      | Nicolas Miola       | Valsusa Volley     | definitivo |
| S/O      | Matteo Paoletti     | Impavida Ortona    | definitivo |
| C        | Edoardo Picco       | inattivo           | definitivo |
| L        | Massimiliano Prandi | Fossano            | definitivo |
| P        | Fabrizio Turco      | giovanili          | definitivo |

| Cessioni | Cessioni          | Cessioni     | Cessioni   |
| R.       | Nome              | a            | Modalità   |
| -------- | ----------------- | ------------ | ---------- |
| P        | Diego Fabiano     | Villanova VB | definitivo |
| S/O      | Francesco De Luca | Hydra        | definitivo |
| S/O      | Giacomo Ghibaudo  | Savigliano   | definitivo |
| C        | Andrea Longo      | Fossano      | definitivo |
| L        | Gabriele Peluffo  | Villanova VB | definitivo |
| S        | Lorenzo Peirano   | Cuneo        | definitivo |
| S        | Nathan Roberts    | Będzin       | definitivo |
| L        | Sebastiano Thei   | AVS          | definitivo |

## Risultati

### Serie A2

#### Regular season

##### Girone di andata
| 1ª giornata - 9 ottobre 2016 PalaManera, Mondovì                     | Mondovì           | 3 - 2 | Marconi          | 25-20, 20-25, 21-25, 25-17, 15-13 |
| 2ª giornata - 16 ottobre 2016 PalaSanFilippo, Brescia                | Atlantide Brescia | 3 - 1 | Mondovì          | 25-19, 21-25, 25-15, 25-22        |
| 3ª giornata - 23 ottobre 2016 PalaManera, Mondovì                    | Mondovì           | 3 - 0 | Castellana       | 25-22, 25-21, 25-21               |
| 4ª giornata - 29 ottobre 2016 PalaNorda, Bergamo                     | Olimpia Bergamo   | 2 - 3 | Mondovì          | 17-25, 25-16, 22-25, 25-14, 6-15  |
| 5ª giornata - 6 novembre 2016 Palasport Grottazzolina, Grottazzolina | M&G               | 1 - 3 | Mondovì          | 28-26, 17-25, 19-25, 12-25        |
| 6ª giornata - 13 novembre 2016 PalaManera, Mondovì                   | Mondovì           | 3 - 0 | Materdomini      | 25-20, 25-16, 25-18               |
| 7ª giornata - 20 novembre 2016 PalaManera, Mondovì                   | Mondovì           | 1 - 3 | Tricolore        | 25-17, 23-25, 18-25, 21-25        |
| 8ª giornata - 27 novembre 2016 Palazzetto dello Sport, Montefiascone | Civita Castellana | 1 - 3 | Mondovì          | 25-18, 23-25, 26-28, 22-25        |
| 9ª giornata - 3 dicembre 2016 PalaManera, Mondovì                    | Mondovì           | 3 - 1 | Libertas Brianza | 27-29, 25-23, 25-20, 25-22        |

##### Girone di ritorno
| 10ª giornata - 8 dicembre 2016 PalaRota, Spoleto                 | Marconi          | 1 - 3 | Mondovì           | 25-23, 18-25, 18-25, 23-25        |
| 11ª giornata - 11 dicembre 2016 PalaManera, Mondovì              | Mondovì          | 0 - 3 | Atlantide Brescia | 25-27, 20-25, 12-25               |
| 12ª giornata - 17 dicembre 2016 Palazzetto dello Sport, Brendola | Castellana       | 3 - 2 | Mondovì           | 19-25, 20-25, 25-23, 25-15, 16-14 |
| 13ª giornata - 26 dicembre 2016 PalaManera, Mondovì              | Mondovì          | 2 - 3 | Olimpia Bergamo   | 22-25, 29-27, 25-23, 22-25, 11-15 |
| 14ª giornata - 5 gennaio 2017 PalaManera, Mondovì                | Mondovì          | 3 - 1 | M&G               | 25-21, 25-21, 19-25, 25-21        |
| 15ª giornata - 8 gennaio 2017 PalaGrotte, Civita Castellana      | Materdomini      | 0 - 3 | Mondovì           | 23-25, 19-25, 13-25               |
| 16ª giornata - 15 gennaio 2017 PalaBigi, Reggio nell'Emilia      | Tricolore        | 3 - 2 | Mondovì           | 25-20, 21-25, 22-25, 25-20, 15-9  |
| 17ª giornata - 21 gennaio 2017 PalaManera, Mondovì               | Mondovì          | 2 - 3 | Civita Castellana | 20-25, 26-24, 15-25, 25-23, 13-15 |
| 18ª giornata - 5 febbraio 2017 PalaParini, Cantù                 | Libertas Brianza | 2 - 3 | Mondovì           | 23-25, 28-26, 18-25, 26-24, 9-15  |

#### Pool promozione

##### Girone di andata
| 1ª giornata - 12 febbraio 2017 PalaParenti, Santa Croce sull'Arno | Lupi Santa Croce | 2 - 3 | Mondovì   | 27-25, 23-25, 25-19, 23-25, 13-15 |
| 2ª giornata - 15 febbraio 2017 PalaManera, Mondovì                | Mondovì          | 3 - 1 | Aversa    | 26-28, 25-22, 25-18, 27-25        |
| 3ª giornata - 19 febbraio 2017 PalaEstra, Siena                   | Emma Villas      | 3 - 1 | Mondovì   | 25-19, 31-29, 23-25, 25-18        |
| 4ª giornata - 22 febbraio 2017 PalaManera, Mondovì                | Mondovì          | 0 - 3 | New Mater | 20-25, 15-25, 20-25               |
| 5ª giornata - 25 febbraio 2017 PalaMalè, Viterbo                  | Tuscania         | 3 - 2 | Mondovì   | 36-34, 25-16, 27-29, 14-25, 15-10 |

##### Girone di ritorno
| 6ª giornata - 4 marzo 2017 PalaManera, Mondovì            | Mondovì   | 3 - 1 | Lupi Santa Croce | 25-16, 24-26, 25-22, 25-23 |
| 7ª giornata - 8 marzo 2017 PalaJacazzi, Aversa            | Aversa    | 3 - 0 | Mondovì          | 25-18, 25-20, 25-17        |
| 8ª giornata - 12 marzo 2017 PalaManera, Mondovì           | Mondovì   | 0 - 3 | Emma Villas      | 23-25, 22-25, 16-25        |
| 9ª giornata - 15 marzo 2017 PalaGrotte, Castellana Grotte | New Mater | 3 - 0 | Mondovì          | 27-25, 25-15, 25-18        |
| 10ª giornata - 19 marzo 2017 PalaManera, Mondovì          | Mondovì   | 3 - 1 | Tuscania         | 20-25, 25-19, 25-20, 25-19 |

#### Play-off promozione
| Quarti di finale (gara 1) - 26 marzo 2017 PalaEstra, Siena    | Emma Villas | 3 - 1 | Mondovì     | 22-25, 25-18, 25-18, 25-23 |
| Quarti di finale (gara 2) - 2 aprile 2017 PalaManera, Mondovì | Mondovì     | 0 - 3 | Emma Villas | 22-25, 19-25, 23-25        |

### Coppa Italia di Serie A2

#### Fase a eliminazione diretta
| Quarti di finale - 15 dicembre 2016 PalaManera, Mondovì | Mondovì | 3 - 1 | Aversa      | 25-15, 25-19, 21-25, 25-16 |
| Semifinali - 29 dicembre 2016 PalaManera, Mondovì       | Mondovì | 1 - 3 | Emma Villas | 16-25, 25-20, 17-25, 23-25 |

## Statistiche

### Statistiche di squadra
| Competizione             | Punti | In casa | In casa | In casa | In trasferta | In trasferta | In trasferta | Totale | Totale | Totale |
| Competizione             | Punti | G       | V       | P       | G            | V            | P            | G      | V      | P      |
| ------------------------ | ----- | ------- | ------- | ------- | ------------ | ------------ | ------------ | ------ | ------ | ------ |
| Serie A2                 | 25    | 15      | 8       | 7       | 15           | 7            | 8            | 30     | 15     | 15     |
| Coppa Italia di Serie A2 | -     | 2       | 1       | 1       | -            | -            | -            | 2      | 1      | 1      |
| Totale                   | -     | 17      | 9       | 8       | 15           | 7            | 8            | 32     | 16     | 16     |

G = partite giocate; V = partite vinte; P = partite perse

### Statistiche dei giocatori
| Giocatore      | Serie A2 | Serie A2 | Serie A2 | Serie A2 | Serie A2 | Coppa Italia di Serie A2 | Coppa Italia di Serie A2 | Coppa Italia di Serie A2 | Coppa Italia di Serie A2 | Coppa Italia di Serie A2 | Totale | Totale | Totale | Totale | Totale |
| Giocatore      | P        | PT       | AV       | MV       | BV       | P                        | PT                       | AV                       | MV                       | BV                       | P      | PT     | AV     | MV     | BV     |
| -------------- | -------- | -------- | -------- | -------- | -------- | ------------------------ | ------------------------ | ------------------------ | ------------------------ | ------------------------ | ------ | ------ | ------ | ------ | ------ |
| M. Bolla       | 29       | 444      | 375      | 38       | 31       | 2                        | 35                       | 27                       | 4                        | 4                        | 31     | 479    | 402    | 42     | 35     |
| C. Cattaneo    | 24       | 40       | 34       | 3        | 3        | 2                        | 3                        | 3                        | 0                        | 0                        | 26     | 43     | 37     | 3      | 3      |
| E. Cortellazzi | 30       | 115      | 55       | 42       | 18       | 2                        | 6                        | 3                        | 2                        | 1                        | 32     | 121    | 58     | 44     | 19     |
| M. Garelli     | 5        | 0        | 0        | 0        | 0        | 0                        | 0                        | 0                        | 0                        | 0                        | 5      | 0      | 0      | 0      | 0      |
| D. Manassero   | 29       | 294      | 234      | 42       | 18       | 2                        | 22                       | 19                       | 3                        | 0                        | 31     | 316    | 253    | 45     | 18     |
| M. Menardo     | 29       | 94       | 78       | 8        | 8        | 2                        | 12                       | 9                        | 2                        | 1                        | 31     | 106    | 87     | 10     | 9      |
| N. Miola       | 3        | 2        | 2        | 0        | 0        | 0                        | 0                        | 0                        | 0                        | 0                        | 3      | 2      | 2      | 0      | 0      |
| M. Paoletti    | 22       | 353      | 309      | 33       | 11       | 0                        | 0                        | 0                        | 0                        | 0                        | 22     | 353    | 309    | 33     | 11     |
| M. Parusso     | 30       | 262      | 153      | 86       | 23       | 2                        | 17                       | 11                       | 3                        | 3                        | 32     | 279    | 164    | 89     | 26     |
| E. Perla       | 13       | 13       | 10       | 3        | 0        | 1                        | 5                        | 3                        | 2                        | 0                        | 14     | 18     | 13     | 5      | 0      |
| E. Picco       | 29       | 238      | 145      | 66       | 27       | 2                        | 16                       | 13                       | 2                        | 1                        | 31     | 254    | 158    | 68     | 28     |
| M. Prandi      | 30       | 0        | 0        | 0        | 0        | 2                        | 0                        | 0                        | 0                        | 0                        | 32     | 0      | 0      | 0      | 0      |
| F. Turco       | 4        | 0        | 0        | 0        | 0        | 0                        | 0                        | 0                        | 0                        | 0                        | 4      | 0      | 0      | 0      | 0      |

P = presenze; PT = punti totali; AV = attacchi vincenti; MV = muri vincenti; BV = battute vincenti